# Ane Santesteban
Ane Santesteban González (Rentería, 12 de diciembre de 1990) es una ciclista española.

## Biografía

### Primeros años
Debutó como profesional en 2009 en el humilde equipo del Debabarrena-Kirolgi tras ser segunda en la Copa de España Junior (o Juvenil) 2007. En su año de debut ya corrió una carrera de prestigio como la Grande Boucle siendo la mejor de su equipo y fue sexta en el Campeonato de España en Ruta, además, a pesar de ser debutante fue la que más días de competición profesionales finalizó de su equipo. En los dos años siguientes no destacó en demasía debutando en el Giro de Italia Femenino en 2010 y también siendo la ciclista que más días de competición profesionales finalizó de su equipo en ese año 2010.
En 2012 fichó por el Bizkaia-Durango, donde ya había estado cedida en 2010 para disputar el Trophée d'Or Féminin, y fue 3ª en el Campeonato de España en Ruta mejorando ese resultado al año siguiente al ganar dicho campeonato. Además del campeonato nacional en ese 2013 quedó entre las 25 primeras de la Flecha Valona (22.ª) y de la Emakumeen Euskal Bira (18.ª).

### Destacando en Italia
En 2014 fichó por el Giordana-Cipollini o Cipollini-Galassia definitivamente denominado Alé Cipollini; en ese equipo a pesar de no salir como líder a ninguna carrera fue la mejor de su equipo en el Giro de Italia Femenino 2014.
En 2015 cambió de equipo para ser una de las líderes del equipo del nuevo INPA-Sottoli-Giusfredi sin embargo, el quedarse fuera de algunas pruebas importantes provocó que retornase al Alé Cipollini de cara al 2016. La mayoría de pruebas de prestigio las corrió con la Selección de España logrando en una semana quedar sexta en el Tour Cycliste Féminin International de l'Ardèche y en el Premondiale Giro Toscana Int. Femminile-Memorial Michela Fanini, esta última con su equipo comercial.

#### Mejor corredora española y seleccionada para Río 2016

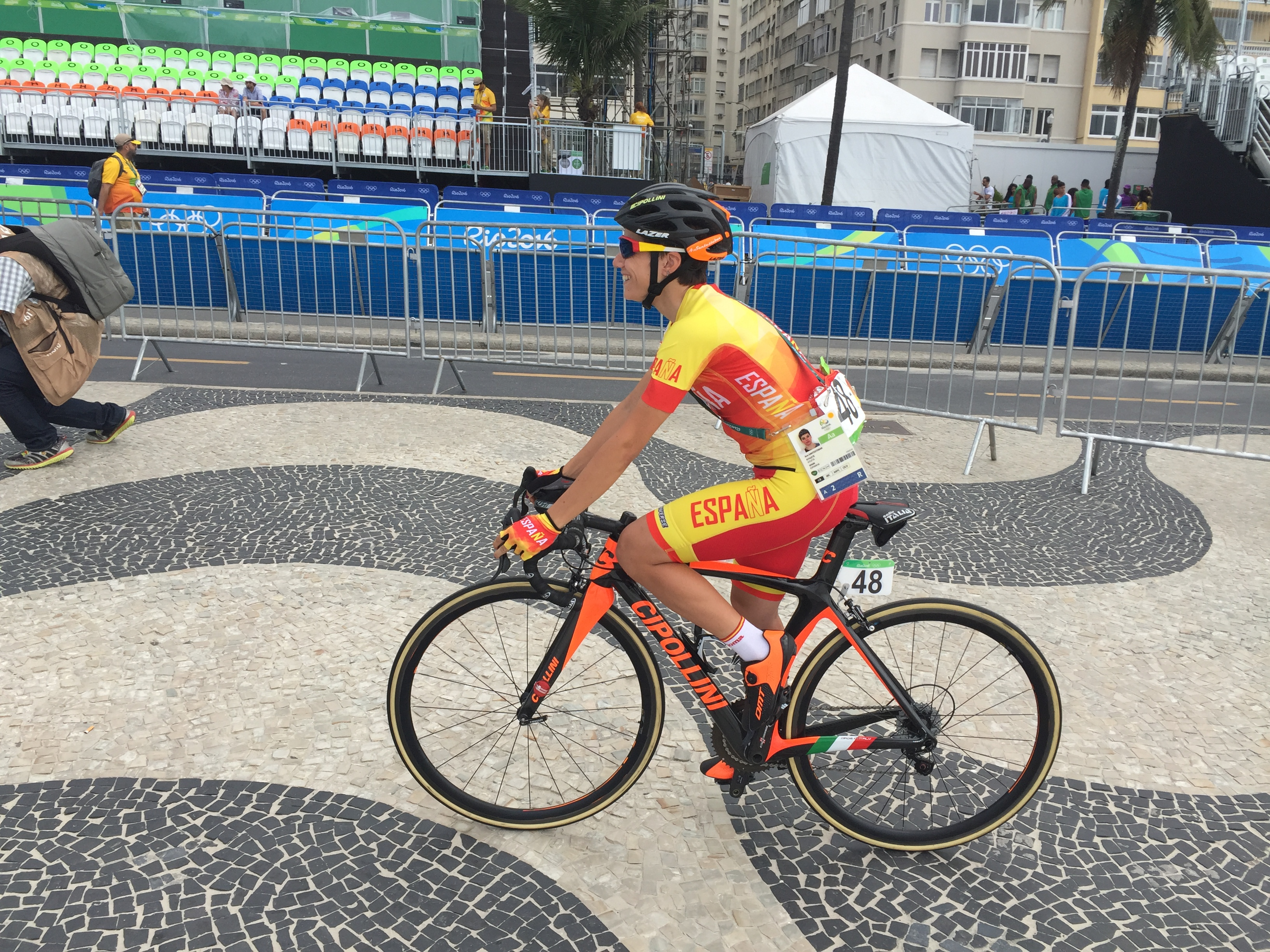
Ane en los Juegos Olímpicos de Río de Janeiro 2016

Tras acumular los puntos necesarios en 2016 fue seleccionada por España para participar en los Juegos Olímpicos de Río de Janeiro 2016 participando en la prueba en ruta. Esta participación produjo que no se retirase del ciclismo profesional ya que gracias a las ayudas olímpicas podría pagarse ciertos gastos que ahora no podía ya que según sus declaracaciones «con 25 años gano lo justo para pagar los gastos».
Sin embargo, unos problemas físicos hicieron que no pudiese destacar en esa prueba apta para sus características finalizando en la posición 47.

#### 2017
En 2017 sufrió un grave accidente que la hizo retrasar su inicio de temporada.

### Paso por el WNT
El 30 de agosto de 2018 se anunció que, tras 3 temporadas en el Alé Cipollini, además de una temporada adicional en el 2014, fichaba por el WNT–Rotor Pro Cycling

#### 2019
Durante la temporada 2019 disputó la primera edición de la Clásica de San Sebastián, carrera de especial motivación para ella, al ser su carrera de casa. Siempre había vivido desde pequeña la carrera, viendo pasar a los ciclistas a pie de carretera en Jaizkibel.

#### Camino a Tokio 2020
Para 2020 se planteó como objetivo volver a ser olímpica y acudir a los Juegos Olímpicos de Tokio, luchando por una de las 2 plazas. 
Sin embargo, debido a la pandemia del coronavirus en España, el 15 de marzo fue decretado el Estado de Alarma en España, obligando a todos los residentes a permanecer confinados. Esto provocó cierta incertidumbre respecto al desarrollo o no de los Juegos, ya que determinados países no decretaron confinamiento obligatorio. Aparte, los deportistas de otros países no tenían restricciones ni limitaciones a la hora de entrenar. En declaraciones, Ane señaló la necesidad de aplazar los Juegos al 2021, al no llegar todos los deportistas en igualdad de condiciones, hecho que finalmente se produjo.
A pesar del parón obligado por la cuarentena, cuando se reanudaron las carreras obtuvo un 2.º puesto en el Campeonato de España femenino de ruta, por detrás de Mavi García, así como resultados en otras pruebas entre las quince primera.
El 23 de septiembre fue anunciado su fichaje de por el equipo australiano Mitchelton Scott por una temporada.
En el Campeonato Mundial de Ciclismo en Ruta, celebrado en Imola el 26 de septiembre, tanto Mavi como ella lideraron a la selección española, logrando un 18.º y 23.º puesto, respectivamente.

### Paso por el GreenEDGE
El 23 de septiembre de 2020, se anunció que Ane fichaba por el Mitchelton Scott para la temporada 2021, con el objetivo de rodear a la líder Amanda Spratt de grandes corredoras y construir un equipo fuerte y diverso.
Su buen rendimiento durante la temporada 2021 hizo que renovase por 2 años más.
Siguió creciendo durante su estancia en el equipo, llegando a conseguir en el año 2023 terminar las 3 Grandes Vueltas del calendario femenino, incluyendo un 8.ª puesto en el Tour de Francia Femenino 2023.

### Vuelta a casa con Laboral-Kutxa
Tras 10 años en equipos de fuera del País Vasco, Ane regresa a casa para las temporadas 2024, 2025 y 2026, anunciando su fichaje por el Laboral Kutxa-Fundación Euskadi el 17 de agosto de 2023.
Un día antes, Ane se despidió en sus redes sociales del GreenEDGE.

## Palmarés
2012
- 3.ª en el Campeonato de España en Ruta

2013
- Campeonato de España en Ruta

2015
- 2.ª en el Campeonato de España en Ruta

2017
- 3.ª en el Campeonato de España en Ruta

2018
- 2.ª en los Juegos Mediterráneos en Ruta

2020
- 2.ª en el Campeonato de España en Ruta

2021
- 2.ª en el Campeonato de España en Ruta

2022
- 2.ª en el Campeonato de España en Ruta

## Resultados en Grandes Vueltas y Campeonatos del Mundo
Durante su carrera deportiva ha conseguido los siguientes puestos en las Grandes Vueltas femeninas y en los Campeonatos del Mundo en carretera:

### Grandes Vueltas
| Carrera | Carrera         | 2009 | 2010 | 2011 | 2012 | 2013 | 2014 | 2015 | 2016 | 2017 | 2018 | 2019 | 2020 | 2021 | 2022 | 2023 | 2024 | 2025 |
| ------- | --------------- | ---- | ---- | ---- | ---- | ---- | ---- | ---- | ---- | ---- | ---- | ---- | ---- | ---- | ---- | ---- | ---- | ---- |
|         | Giro de Italia  | —    | 54.ª | —    | —    | 68.ª | 24.ª | —    | 24.ª | 20.ª | 9.ª  | 12.ª | 7.ª  | 32.ª | —    | 10.ª | 21.ª | 42.ª |
|         | Tour de l'Aude  | —    | —    | X    | X    | X    | X    | X    | X    | X    | X    | X    | X    | X    | X    | X    | X    | X    |
|         | Tour de Francia | 29.ª | X    | X    | X    | X    | X    | X    | X    | X    | X    | X    | X    | X    | 60.ª | 8.ª  | 45.ª | 35.ª |
|         | Vuelta a España | X    | X    | X    | X    | X    | X    | —    | —    | —    | —    | —    | —    | 13.ª | 6.ª  | 18.ª | —    | 63.ª |

—: no participa

Ab.: abandono

X: ediciones no celebradas

La Vuelta a España Femenina conocida como Challenge by La Vuelta de 2015 a 2022.

### Campeonatos y JJ. OO.
| Carrera            | Especialidad | 2009         | 2010         | 2011         | 2012         | 2013         | 2014         | 2015         | 2016         | 2017         | 2018         | 2019         | 2020         | 2021         | 2022         | 2023         | 2024         | 2025         |
| ------------------ | ------------ | ------------ | ------------ | ------------ | ------------ | ------------ | ------------ | ------------ | ------------ | ------------ | ------------ | ------------ | ------------ | ------------ | ------------ | ------------ | ------------ | ------------ |
| Juegos Olímpicos   | Ruta         | No disputado | No disputado | No disputado | —            | No disputado | No disputado | No disputado | 47.ª         | No disputado | No disputado | No disputado | No disputado | 28.ª         | No disputado | No disputado | —            | ND           |
| Juegos Olímpicos   | Contrarreloj | No disputado | No disputado | No disputado | —            | No disputado | No disputado | No disputado | —            | No disputado | No disputado | No disputado | No disputado | —            | No disputado | No disputado | —            | ND           |
| Campeonato Mundial | Ruta         | Ab.          | —            | —            | 54.ª         | Ab.          | 30.ª         | 51.ª         | —            | —            | 53.ª         | 26.ª         | 23.ª         | 39.ª         | 30.ª         | —            | —            |              |
| Campeonato Mundial | Contrarreloj | —            | —            | —            | —            | —            | —            | —            | —            | —            | —            | —            | —            | —            | —            | —            | —            |              |
| Campeonato Europeo | Ruta         | X            | X            | X            | X            | X            | X            | X            | —            | 51.ª         | 66.ª         | —            | 24.ª         | —            | —            | —            | —            |              |
| Campeonato Europeo | Contrarreloj | X            | X            | X            | X            | X            | X            | X            | —            | —            | —            | —            | —            | —            | —            | —            | —            |              |
| Juegos Europeos    | Ruta         | No disputado | No disputado | No disputado | No disputado | No disputado | No disputado | —            | No disputado | No disputado | No disputado | —            | No disputado | No disputado | No disputado | X            | No disputado | No disputado |
| Juegos Europeos    | Contrarreloj | No disputado | No disputado | No disputado | No disputado | No disputado | No disputado | —            | No disputado | No disputado | No disputado | —            | No disputado | No disputado | No disputado | X            | No disputado | No disputado |
| España             | Ruta         | 6.ª          | —            | —            | 3.ª          | 1.ª          | 13.ª         | 2.ª          | —            | 3.ª          | 4.ª          | —            | 2.ª          | 2.ª          | 7.ª          | —            | 6.ª          | 5.ª          |
| España             | Contrarreloj | —            | —            | —            | —            | —            | —            | —            | —            | 6.ª          | 7.ª          | —            | —            | —            | —            | —            | —            | —            |

—: No participa

Ab.: Abandona

X: No se disputó

## Equipos
- Debabarrena (2009-2011)
  - Debabarrena-Kirolgi (2009-2010)[26]
  - Debabarrena-Gipuzkoa (2011)
- Bizkaia-Durango (2012-2013)
- Alé Cipollini (2014)
- INPA-Sottoli-Giusfredi (2015)
- Alé Cipollini (2016-2018)
- WNT (2019-2020)
  - WNT-Rotor Pro Cycling (2019)
  - Ceratizit-WNT Pro Cycling (2020)
- BikeExchange Women (2021-2023)
  - Team BikeExchange Women (2021)
  - Team BikeExchange-Jayco Women (2022)
  - Team Jayco AlUla Women (2023)
- Laboral Kutxa-Fundación Euskadi (2024-)